# Råbelöv
Råbelöv är en bebyggelse i Fjälkestads distrikt i Kristianstads kommun i Skåne län, strax sydväst om Råbelövssjön. Mellan 2015 och 2020 avgränsade SCB här en småort.
Här finns Råbelövs slott och Råbelövs kyrka.

## Befolkningsutveckling
| Befolkningsutvecklingen i Råbelövs by 2015–2015 | Befolkningsutvecklingen i Råbelövs by 2015–2015 | Befolkningsutvecklingen i Råbelövs by 2015–2015 | Befolkningsutvecklingen i Råbelövs by 2015–2015 | Befolkningsutvecklingen i Råbelövs by 2015–2015 |
| ----------------------------------------------- | ----------------------------------------------- | ----------------------------------------------- | ----------------------------------------------- | ----------------------------------------------- |
|                                                 |                                                 |                                                 |                                                 |                                                 |
| År                                              |                                                 |                                                 | Folkmängd                                       | Areal (ha)                                      |
| 2015                                            | 2015                                            |                                                 | 65                                              | 4#                                              |
| Anm.: Ny småort 2015. # Som småort.             |                                                 |                                                 |                                                 |                                                 |